# Episodi di C'è sempre il sole a Philadelphia (seconda stagione)
La seconda stagione della sitcom C'è sempre il sole a Philadelphia è stata trasmessa negli Stati Uniti dal 29 giugno 2006 al 17 agosto 2006 su FX.
In Italia la stagione è andata in onda dal 19 ottobre 2008 al 23 novembre 2008 su FX.
| nº | Titolo originale                              | Titolo italiano                   | Prima TV USA   | Prima TV Italia  |
| -- | --------------------------------------------- | --------------------------------- | -------------- | ---------------- |
| 1  | Charlie Gets Crippled                         | Charlie diventa storpio           | 29 giugno 2006 | 19 ottobre 2008  |
| 2  | The Gang Goes Jihad                           | La jihad della gang               | 29 giugno 2006 | 26 ottobre 2008  |
| 3  | Dennis and Dee Go on Welfare                  | Dennis e Dee chiedono il sussidio | 6 luglio 2006  | 26 ottobre 2008  |
| 4  | Mac Bangs Dennis' Mom                         | Mac scopa la mamma di Dennis      | 6 luglio 2006  | 2 novembre 2008  |
| 5  | Hundred Dollar Baby                           | 100 Dollar Baby                   | 13 luglio 2006 | 2 novembre 2008  |
| 6  | The Gang Gives Back                           | Scommesse                         | 20 luglio 2006 | 9 novembre 2008  |
| 7  | The Gang Exploits a Miracle                   | Donne e madonne                   | 27 luglio 2006 | 9 novembre 2008  |
| 8  | The Gang Runs for Office                      | La gang si candida                | 3 agosto 2006  | 16 novembre 2008 |
| 9  | Charlie Goes America All Over Everybody's Ass | Questa è l'America                | 10 agosto 2006 | 16 novembre 2008 |
| 10 | Dennis and Dee Get a New Dad                  | Dennis e Dee hanno un nuovo padre | 17 agosto 2006 | 23 novembre 2008 |

## Charlie diventa storpio
- Titolo originale: Charlie Gets Crippled
- Diretto da: Rob McElhenney
- Scritto da: Charlie Day, Glenn Howerton e Rob McElhenney (soggetto); Rob McElhenney (sceneggiatura)

## La jihad della gang
- Titolo originale: The Gang Goes Jihad
- Diretto da: Dan Attias
- Scritto da: Charlie Day, Glenn Howerton e Rob McElhenney (soggetto); Rob McElhenney (sceneggiatura)

## Dennis e Dee chiedono il sussidio
- Titolo originale: Dennis and Dee Go on Welfare
- Diretto da: Dan Attias
- Scritto da: Charlie Day, Glenn Howerton e Rob McElhenney (soggetto); Rob McElhenney (sceneggiatura)

## Mac scopa la mamma di Dennis
- Titolo originale: Mac Bangs Dennis' Mom
- Diretto da: Dan Attias
- Scritto da: Charlie Day e Glenn Howerton

## 100 Dollar Baby
- Titolo originale: Hundred Dollar Baby
- Diretto da: Dan Attias
- Scritto da: Charlie Day, Glenn Howerton e Rob McElhenney

## Scommesse
- Titolo originale: The Gang Gives Back
- Diretto da: Dan Attias
- Scritto da: Charlie Day

## Donne e madonne
- Titolo originale: The Gang Exploits a Miracle
- Diretto da: Dan Attias
- Scritto da: Charlie Day, Eric Falconer e Chris Romano

## La gang si candida
- Titolo originale: The Gang Runs for Office
- Diretto da: Dan Attias
- Scritto da: David Hornsby

## Questa è l'America
- Titolo originale: Charlie Goes America All Over Everybody's Ass
- Diretto da: Dan Attias
- Scritto da: Charlie Day e Rob McElhenney

## Dennis e Dee hanno un nuovo padre
- Titolo originale: Dennis and Dee Get a New Dad
- Diretto da: Dan Attias
- Scritto da: Charlie Day e Rob McElhenney (soggetto); Rob McElhenney (sceneggiatura)